# Szampí
A szampí (Ϡϡ, régies forma: Ͳͳ) a preklasszikus görög ábécé huszonnyolcadik betűje.
Ez a betű korán kikerült az ábécéből, még az úgynevezett „klasszikus” kor előtt. Csak a kisbetűs formáját használták, nagybetűs alakját csak később, a középkor során alakították ki. Hangértéke valószínűleg /ss/ vagy /ks/ volt.